# Коберник Олександр Петрович
Олександр Коберник (2 червня 1970, с. Старий Почаїв, Тернопільська область, Україна — 20 жовтня 2022, с. Торське, Донецька область, Україна) — вчитель початкових класів, практичний психолог ліцею «Просвіта» Львівської міської ради, військовослужбовець Збройних сил України, учасник російсько-української війни. Кавалер ордена «За мужність» III ступеня (2023, посмертно).

## Життєпис
Олександр Коберник народився 2 червня 1970 року в селі Старий Почаїв Тернопільської області у сім'ї військовослужбовця.
Упродовж 1977—1984 років навчався у середній школі міста Почаїв. Після переїзду родини до міста Джанкой (АР Крим) продовжив навчання у місцевих закладах середньої освіти. Закінчив відділення духових інструментів Кримського училища культури та філологічний факультет Сімферопольського державного університету. Також завершив магістерську програму за спеціальністю «Управління навчальними закладами» у Переяслав-Хмельницькому державному педагогічному університеті імені Григорія Сковороди.
Навчався у Тернопільському національному медичному університеті імені І. Я. Горбачевського за освітньо-науковою програмою «Громадське здоров'я» на заочній формі навчання.
У 1988—1990 рр. проходив строкову військову службу.
Після завершення навчання працював вчителем української мови та літератури у Джанкойській загальноосвітній школі I—III ступенів № 3. У 1992 році одружився. У 1993 році разом із дружиною переїхав до міста Нововолинськ, де згодом працював учителем української мови та літератури, а також очолював музичний гурток у Нововолинському центрі дитячої та юнацької творчості. У 2000 році вирішив присвятити себе служінню церкві та отримав сан пастора Церкви адвентистів сьомого дня. З 2001 року виконував служіння пастора у громадах Волинської області: Локачі, Камінь-Каширський, Раків Ліс. Докладав багато зусиль для розвитку слідопитського руху.
У 2007 році родина переїхала до Львова, де Олександр Коберник став засновником та першим директором приватного ліцею «Живе Слово», паралельно здійснюючи пасторське служіння. Згодом працював учителем початкових класів у ліцеї «Просвіта» Львівської міської ради.
У 2016 році обраний директором Приватного навчально-виховного комплексу "Дошкільний навчальний заклад — загальноосвітня школа I—III ступенів «Щасливе місто» у місті Тячів Закарпатської області.
З початком повномасштабного вторгнення Росії добровольцем став на захист України. Проходив військову службу у лавах 125-ї окремої бригади територіальної оборони Збройних сил України на посаді старшого бойового медика.
20 жовтня 2022 року загинув під час виконання військових обов'язків у селі Торське Краматорського району Донецької області. Похований на Личаківському кладовищі.
Став 62-м кременчанином-захисником України, який загинув під час російсько-української війни.
У Олександра Коберника залишилися дружина Олена та троє дітей.

## Нагороди
- В травні 2024 відповідно до указу Міністра оборони України № 786 від 21 травня 2024 року відзначено медаллю «Захиснику України».
- орден «За мужність» III ступеня (24 січня 2023, посмертно) — за особисту мужність і самовідданість, виявлені у захисті державного суверенітету та територіальної цілісності України, вірність військовій присязі[11];
- відзнака «За відданість справі» Всеукраїнського об'єднання громадян «Країна» (2018)[12]